# Enrico Gatti
Pour les articles homonymes, voir Gatti.
Enrico Gatti (né en 1955 à Pérouse, en Italie) est un violoniste spécialisé dans la musique baroque.

## Biographie
Né à Pérouse, après son diplôme de violon Enrico Gatti s’est consacré à l’étude du répertoire des XVIIe et XVIIIe siècles. Élève de Chiara Banchini, il a obtenu au Conservatoire Populaire de Musique de Genève le diplôme de violon baroque et celui de la Société de Pédagogie Suisse; il s’est ensuite perfectionné sous la direction de Sigiswald Kuijken au Conservatoire Royal de La Haye.
Son activité de concertiste l’a conduit à se produire dans toute l’Europe, aux Canada, aux États-Unis, en Amérique du Sud, en Russie, au Japon et en Australie; il a collaboré, entre autres, avec La Petite Bande, l’Ensemble 415, Concerto Palatino, Hesperion XX, La Real Cámara et, en qualité de premier violon, avec Les Arts Florissants, Les Talens Lyriques, Taverner Players, The King’s Consort, Bach Collegium Japan, Ricercar Consort, Accordone Ensemble, Accademia W. Hermans, Concerto Köln, ARTEK (New York), De Nederlandse Bachvereniging et “Les Muffatti” (Bruxelles), ainsi que sous la direction de maîtres tels que Gustav Leonhardt et Ton Koopman. Il dirige l’ensemble “Aurora”, qu’il a fondé en Italie en 1986, et il alterne l’activité de soliste avec la direction d’orchestre. Il a déjà enregistré plusieurs disques pour Harmonia Mundi française et allemande, Accent et Ricercare (Belgique), Fonit Cetra, Tactus et Symphonia (Italie), Arcana et Astrée (France), Glossa (Espagne); en outre, il a effectué plusieurs enregistrements pour la radio italienne, française, suisse, espagnole, hollandaise, belge, allemande, suédoise, finlandaise, russe, canadienne et américaine. Ses disques ont souvent été remarqués par la presse spécialisée et ont remporté, entre autres, le Prix International du disque “Antonio Vivaldi” (1993 et 1998) et plusieurs fois le “Diapason d’or”. 
Enrico Gatti exerce une activité pédagogique très importante, puisqu’il a été professeur de violon baroque au Conservatoire de Toulouse, au Conservatoire populaire de Musique de Genève, à la Schola Cantorum Basiliensis, à l’École de Musique de Fiesole et à la Civica Scuola di Musica de Milano; il enseigne actuellement au Conservatoire Royal de La Haye aussi bien qu'au Conservatoire  “G.B. Martini” de Bologna : son enseignement est fondé sur l’ancienne tradition violonistique italienne des XVII et XVIII siècles et attire des élèves venus du monde entier. Sa collaboration en qualité de professeur est demandée par des institutions telles que les Conservatoires de Paris, Lyon, Bordeaux, Madrid, Amsterdam, Utrecht et Tel Aviv, l’Hochschule für Musik de Trossingen, la Juilliard School de New York, l’University of British Columbia, l’University of Texas, l’Université de Salamanca et l’Accademia Musicale Chigiana de Sienne, ainsi que par les cours d’Urbin, Erice, Venise et Lanciano (Italie), Barbaste (France), Spa (Belgique), Béjar (Espagne), Szombathely (Hongrie), Amherst (États-Unis).
Il a été membre de jury aux concours de musique ancienne de Bruges (1993), Brescia (1995), Rovereto (1997 & 1998, président du jury en 2010), “Symphonia en Perigord” (1998), « Principe Francesco Maria Ruspoli (2012, président du jury en 2014) et, entre 1997et 2005, directeur artistique des cours internationaux d’Urbino.
Enrico Gatti est citoyen honoraire de Fusignano, ville natale d’Arcangelo Corelli, et président du Comité Scientifique du Symposium international Arcomelo 2013 qui en novembre 2013 a célébré le tricentenaire de la mort de Corelli.